# Nouveau Centre
Nový střed (francouzsky Nouveau Centre, NC), vystupující též jako Evropská liberálně sociální strana (francouzsky Parti social libéral européen), je francouzská středopravicová politická strana. Byla založena v roce 2007 členy UDF, kteří v prezidentských volbách podpořili Nicolase Sarkozyho a následně se zapojili do fungování středo-pravicové vlády (ve volbách do Národního shromáždění 2007 obdržela 22 mandátů). Předsedou strany je Hervé Morin.

## Volební výsledky

### volby do Národního shromáždění
| Volby | I. kolo     | I. kolo   | II. kolo    | II. kolo  | Počet mandátů |
| Volby | Počet hlasů | Hlasy v % | Počet hlasů | Hlasy v % | Počet mandátů |
| ----- | ----------- | --------- | ----------- | --------- | ------------- |
| 2007  | 616 440     | 2,37%     | 433 057     | 2,12%     | 22            |

### Volby do Evropského parlamentu
| Volby | Počet hlasů | Hlasy v % | Počet mandátů |
| ----- | ----------- | --------- | ------------- |
| 2009  | 4 799 908   | 27,88%    | 29            |